# Aotus genistoides
Aotus genistoides är en ärtväxtart som beskrevs av Porphir Kiril Nicolai Stepanowitsch Turczaninow. Aotus genistoides ingår i släktet Aotus och familjen ärtväxter. Inga underarter finns listade i Catalogue of Life.